# Санту-Антониу-душ-Кавалейруш
Санту-Антониу-душ-Кавалейруш (порт. Santo António dos Cavaleiros) — район (фрегезия) в Португалии, входит в округ Лиссабон. Является составной частью муниципалитета Лореш. Находится в составе крупной городской агломерации Большой Лиссабон. По старому административному делению входил в провинцию Эштремадура. Входит в экономико-статистический субрегион Большой Лиссабон, который входит в Лиссабонский регион. Население составляет 25 881 человек на 2011 год. Занимает площадь 4,66 км².
Покровителем района считается Антоний Падуанский (порт. Santo António de Lisboa).

## История
Район основан в 1989 году.

## Демография
| Численность населения муниципалитета по годам | Численность населения муниципалитета по годам | Численность населения муниципалитета по годам |
| --------------------------------------------- | --------------------------------------------- | --------------------------------------------- |
| 1991                                          | 2001                                          | 2011                                          |
| 26 356                                        | 21 947                                        | 25 881                                        |